# Väduren (stjärnbild)
För andra betydelser, se Vädur.
Väduren (Aries på latin) är en stjärnbild på norra stjärnhimlen
Den är en av de 88 moderna stjärnbilderna som erkänns av den Internationella astronomiska unionen.
Vädurens stjärnbild är en relativt otydlig stjärnbild vars ljusstarkaste stjärnor, representerande horn och mule, ligger i västra utkanten av stjärnbilden.

## Historik
Väduren var en av de 48 stjärnbilderna som listades av den antike astronomen Ptolemaios i hans samlingsverk Almagest.

## Mytologi
Väduren anses symbolisera den gyllene väduren med det gyllene skinnet som erövrades av argonauterna under Jason från kung Aietes av Kolkis genom genomförandet av tre stordåd. Denna vädur anses också tidigare ha försökt rädda kungen av Thebes barn, Helle och Frixos, varvid Helle tyvärr ramlade ner i Hellesponten. Väduren förärades då en plats på himlen av gudarnas budbärare Hermes.

## Stjärnor

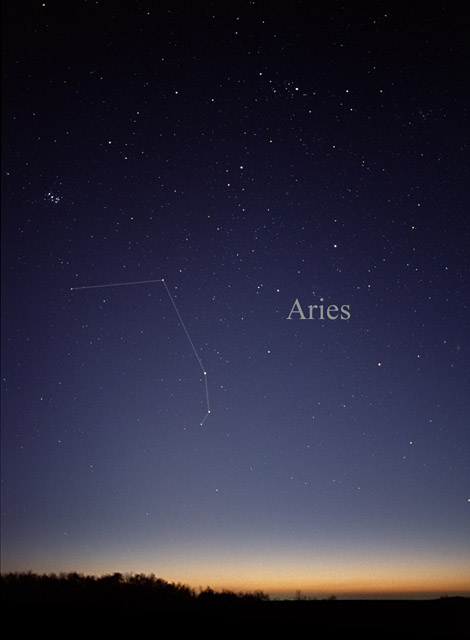
Stjärnbilden Väduren (Aries) som den kan ses med blotta ögat.

Det här är de ljusaste stjärnorna i konstellationen.
- α - Alfa Arietis (Hamal) är den ljusstarkaste stjärnan i Väduren. Den har en magnitud som varierar mellan 1,98 och 2,04. Det ger den plats 48 bland natthimlens ljusstarkaste stjärnor. Mellan 2000 och 100 f Kr var Hamal belägen i närheten av vårdagjämningspunkten.[2]
- β - Sheratan (Beta Arietis) har fått sitt namn från arabiskans aš-šarāţān, som betyder ”de två tecknen” och anspelar på vårdagjämningen, som stjärnan markerade tillsammans med Gamma Ari. Dess magnitud är 2,64
- 41 Arietis (Bharani, c Arietis) har magnitud 3,61.
- γ - Mesarthim (Gamma Arietis) är en vacker dubbelstjärna med blå och vit komponent av samma ljusstyrka, separerade 7,8 bågsekunder från varandra. Stjärnorna har magnitud 4,75 och 4,83.
- δ - Botein (Delta Arietis) har magnitud 4,35.
- ε - Epsilon Arietis är en dubbelstjärna där stjärnorna tillsammans har magnitud 4,63.
- U Arietis är den ljusstarkaste variabeln i stjärnbilden. Den är en Mira-variabel med magnitud 6,4.

## Djuprymdsobjekt
Väduren är fattig på djuprymdsobjekt, men innehåller några galaxer.

### Galaxer
- NGC 697 är en spiralgalax. Den ligger nordväst om Beta Arietis.
- NGC 772 (Arp 78) är en spiralgalax på 114 miljoner ljusårs avstånd från jorden. Den har en satellitgalax som heter NGC 770 och är en elliptisk galax.
- NGC 972 är en spiralgalax.
- NGC 1156 är en oregelbunden galax i närheten av Delta Arietis.